# Cristòfol Báthory
Cristòfol Báthory (en hongarès Báthory Kristóf, en romanès Cristofor Báthory) fou un voivoda (príncep)) del Principat de Transsilvània entre els anys 1576 i 1581. Membre de la influent família hongaresa de Transsilvània dels Bathory, va néixer l'any 1530 era el segon fill del també Voivoda Itsván Bathory.
Va ser un dels col·laboradors més importants del seu germà gran, Esteve Bathory, que fou Voivoda de Transsilvània entre els anys 1571 i 1576, fins que aquest va renunciar al tron transsilvà en ser elegit pel Sejm polonès com a Rei del Regne de Polònia i Lituània.
Amb la marxa del seu germà a Polònia, Cristòfol fou nomenat Voivoda de Transsilvània, seguint la política d'aliança amb els otomans.
Es va casar amb Elisabeth Bocskay, amb qui va tenir dos fills, Segimon Bathory, que fou el seu successor al tron de Transsilvània i Grisledis Bathory, que es va casar amb el canceller polonès Jan Zamoyski.